# Jacky Vimond
Jacky Vimond (Saint-Lô, 18 juli 1961) is een Frans voormalig motorcrosser en de eerste Franse wereldkampioen motorcross.

## Carrière
In 1978 werd Vimond Frans kampioen bij de junioren in de 125cc klasse. In 1979, 1980 en 1981 herhaalde hij dit bij de senioren. In 1982, 1984 en 1985 werd hij Frans kampioen in de 250c en in 1988 en 1989 in de open klasse. In de overige actieve jaren won hij wel zijn wedstrijden, maar deed hij niet aan alle klassementsraces mee.
Van 1979 tot en met 1983 kwam Vimond in de wereldkampioenschappen uit in de 125cc klasse. In 1984 stapte hij over naar de 250cc. In zowel 1984 als 1985 werd hij tweede in het Wereldkampioenschap motorcross 250cc achter de Oostenrijker Heinz Kinigadner. Door zijn roze pak werd hij ook wel de roze panter genoemd.
In 1986 won Vimond 7 van de 12 Grote Prijzen en behaalde hij de wereldtitel met Yamaha. Zo werd hij de eerste Franse wereldkampioen motorcross ooit. Dit wilden de Fransen groots vieren. Vimond werd met motor en al naar het plafond gehesen en hij daalde tijdens het feest met een licht- en muziekshow naar beneden. Hierbij brak een van de kabels, waardoor Vimond van de motor werd geworpen en bijna negen meter lager op een betonnen vloer viel. Hij brak daarbij brak zijn rug, maar dat was niet het einde van zijn carrière. Na een jaar revalideren keerde hij terug.
Eind 1987 was Vimond voldoende hersteld om over te stappen naar de 500cc. In 1988 wist hij nog de Zweedse Grand Prix en een manche in Italië te winnen, maar hij haalde niet meer het niveau van voor het ongeluk in 1986. Vimond reed 9 jaar op een fabrieksmotor van Yamaha. In 1989 stopte het sponsorprogramma en werd Vimond privérijder op een Honda. In 1990 stapte hij over naar de 250cc en Suzuki.
Door aanhoudende kwetsuren werd hij in 1990 genoodzaakt zijn carrière stop te zetten. Vimond ging verder als coach en begeleidde jonge coureurs in het Wereldkampioenschap. Onder zijn pupillen zaten de latere wereldkampioenen Sébastien Tortelli, David Vuillemin en Romain Febvre.

### Grote Prijs van Nederland
In juli 1984 won Vimond de eerste manche van de Grote Prijs van Nederland in het Hellegat te Heerlen. Door twee dagen van aanhoudende regen werd de race een groot blubberfestijn. De tweede manche werd afgelast omdat bijna alle rijders op de lösshellingen bleven steken. In maart 1986 won hij de GP van Nederland in Venray. Zijn grote concurrent Gert-Jan van Doorn won de eerste manche, maar viel in de tweede uit. Leo Combee werd tweede.

## Palmares
- 1984: Grote Prijs van Nederland, Heerlen 250cc
- 1986: Grote Prijs van Nederland, Venray 250cc
- 1986: Wereldkampioen 250cc